# Straneostichus
Straneostichus is een geslacht van kevers uit de familie van de loopkevers (Carabidae). De wetenschappelijke naam van het geslacht is voor het eerst geldig gepubliceerd in 1994 door Sciaky.

## Soorten
Het geslacht Straneostichus omvat de volgende soorten:
- Straneostichus farkaci Sciaky, 1996
- Straneostichus fischeri Sciaky, 1994
- Straneostichus haeckeli Sciaky & Wrase, 1997
- Straneostichus kirschenhoferi Sciaky, 1994
- Straneostichus ovipennis Sciaky, 1994
- Straneostichus puetzi Sciaky & Wrase, 1997
- Straneostichus rotundatus Yu, 1992
- Straneostichus vignai Sciaky, 1994